# چارلز تیلور (فیزیکدان)
 چارلز تیلور (انگلیسی: Charles Taylor؛ زاده ۱۴ اوت ۱۹۲۲ درگذشته ۷ مارس ۲۰۰۲) یک فیزیک‌دان اهل بریتانیا بود. 